# Cộng đồng đô thị tại Pháp
Tại Cộng hòa Pháp, cộng đồng đô thị (tiếng Pháp: communauté urbaine) là một hình thức hòa nhập nhất của một liên xã. Cộng đồng đô thị bao gồm một thành phố (một xã thành thị) và các khu ngoại ô độc lập (các xã độc lập).
Các cộng đồng đô thị đầu tiên được Nghị viện Pháp thành lập vào ngày 31 tháng 12 năm 1966. Ban đầu chỉ có 4 cộng đồng đô thị tại các vùng đô thị Bordeaux, Lille, Lyon và Strasbourg. Sau đó, các cộng đồng đô thị khác được thành lập tại các vùng đô thị khác. Mục đích của các cộng đồng đô thị là đạt được sự hợp tác và điều hành chung giữa các thành phố lớn và các khu ngoại ô độc lập của chúng. Bước đi này thường xảy ra sau các nỗ lực không thành nhằm nhập các xã nằm bên trong một vùng đô thị lại với nhau. Địa vị của các cộng đồng đô thị đã được Luật Chevènement thay đổi vào năm 1999.
Không như các cộng đồng khối dân cư và các cộng đồng xã, các xã không thể rời một cộng đồng đô thị một cách tự do.
Tính đến ngày 1 tháng 1 năm 2009, có 16 cộng đồng đô thị tại Pháp (tất cả đều nằm trên Chính quốc Pháp) với tổng dân số kết hợp là 7,47 triệu người. Tất cả các khu vực đô thị tại Pháp có trên nửa triệu dân là các cộng đồng đô thị, trừ khu vực đô thị Paris. Île-de-France, một trong số các vùng của Pháp, cung cấp đơn vị hành chính kết hợp một cách hữu hiệu bao gồm khu vực đô thị Paris. Một số cộng đồng đô thị tương đối nhỏ; nhỏ hơn nhiều cộng đồng khối dân cư.
Cộng đồng đô thị được một hội đồng, gọi là "conseil communautaire" (hội đồng cộng đồng) điều hành.  Mỗi hội đồng thị xã riêng biệt sẽ cử một đại diện của họ tham dự vào hội đồng cộng đồng. Hội đồng được lãnh đạo bởi một chủ tịch và phó chủ tịch do hội đồng bầu lên. Chủ tịch hội đồng cộng đồng đô thị trong nhiều trường hợp có thể là vị thị trưởng của thành phố chính, hoặc của thành phố đông dân nhất. Các thị trưởng của các thành phố khác cũng thường là phó chủ tịch cơ quan hành chính cộng đồng đô thị.

## Danh sách 16 cộng đồng đô thị
(Xếp theo dân số tính đến lần điều tra dân số tháng 1 năm 2006)
1. Cộng đồng đô thị Lyon (Grand Lyon) – 1.253.179 người
2. Cộng đồng đô thị Lille Métropole – 1.107.861 người
3. Cộng đồng đô thị Marseille Provence Métropole – 1.023.972 người
4. Cộng đồng đô thị Bordeaux (CUB) – 702.522 người
5. Cộng đồng đô thị Đại Toulouse – 651.584 người
6. Cộng đồng đô thị Nantes (Nantes Métropole) – 579.131 người
7. Cộng đồng đô thị Nice Côte d'Azur – 512.160 người
8. Cộng đồng đô thị Strasbourg (CUS) – 467.376 người
9. Cộng đồng đô thị Đại Nancy (Grand Nancy) – 258.526 người
10. Cộng đồng đô thị Brest (Brest Métropole Océane) – 210.117 người
11. Cộng đồng đô thị Dunkerque (Dunkerque Grand Littoral) – 200.417 người
12. Cộng đồng đô thị Le Mans Métropole – 184.958 người
13. Cộng đồng đô thị Arras – 91.438 người
14. Cộng đồng đô thị Creusot Montceau – 90.406 người
15. Cộng đồng đô thị Cherbourg – 85.588 người
16. Cộng đồng đô thị Alençon – 49.634 người